# Kodivalasa
Kodivalasa es una ciudad censal situada en el distrito de Tiruvallur en el estado de Tamil Nadu (India). Su población es de 9024 habitantes (2011). Se encuentra a 58 km de Tiruvallur.

## Demografía
Según el censo de 2011 la población de Kodivalasa era de 9024 habitantes, de los cuales 4532 eran hombres y 4492 eran mujeres. Kodivalasa tiene una tasa media de alfabetización del 76,79%, inferior a la media estatal del 80,09%: la alfabetización masculina es del 86,56%, y la alfabetización femenina del 67,05%.